# 三角埔 (新北市)
三角埔，是臺灣新北市樹林區的一個地名，位於該區北部。以行政區而言，範圍大致為三興里、三福里、三龍里、三多里、光興里北半部。

## 歷史
台灣清治末期至日治初期，三角埔地區為一街庄，稱為「三角埔庄」，隸屬於海山堡。該庄西邊及北邊西側一大部分與塔藔坑庄為界，北邊東側一小部分與埤角庄為界，東與圳岸腳庄為鄰，南與獇仔藔庄為鄰。
1901年（日治明治三十四年）11月，該庄隸屬於桃園廳，編入第十七區。1905年（明治三十八年）7月，第十七區改稱「樹林區」。1920年（大正九年），該庄改制為「三角埔」大字，隸屬於臺北州海山郡鶯歌庄。1940年，鶯歌庄升格為鶯歌街。
戰後鶯歌街改制為鶯歌鎮，隸屬於臺北縣，大字亦改制為里。1946年8月，鶯歌、樹林分治，本地區改隸屬新成立的樹林鎮。2010年12月，臺北縣升格為新北市，樹林鎮改制為樹林區。

## 交通
市道116號（中正路）為迴龍至板橋的道路，大致以縱向經過三角埔地區東部，往北於境外不遠處的迴龍與省道台1線交會，往南可前往新莊、板橋等地。
鄉道北73線（三俊街）為三角埔至溪洲的道路，北側端點位於市道116號路口，往東轉南可達板橋區的溪洲地區。

## 學校
- 三多國小